# TVR Chimaera
La TVR Chimaera è un'autovettura prodotta dalla TVR tra il 1992 e il 2003. Fu presentata al pubblico per la prima volta al Motor Show di Birmingham nel 1992. Il nome della vettura deriva dalla Chimera, un'antica creatura della mitologia greca. La sua produzione fu avviata nel 1993.

## Il contesto
La vettura impiega lo stesso motore V8 Rover e lo stesso telaio portante della TVR Griffith. Il telaio esterno, invece, è derivato dalla TVR Tuscan.
Le sospensioni sono a quadrilateri deformabili su tutte le ruote. I freni sono a disco autoventilati e misurano 263 mm anteriormente e 270 mm posteriormente. Non è implementato l'ABS. I cerchi anteriori montati misurano 7Jx15 pollici, mentre quelli posteriori 7,5Jx16.
Come optional lo sterzo è servoassistito; il piantone del medesimo è regolabile. Il volante misura 350 mm di diametro ed è rivestito in pelle.
Tra gli altri optional si possono ritrovare:
- Aria condizionata
- Diffusori posteriori
- Radio con lettore CD
- Interni in pelle
- Sedili riscaldati
- Volante in legno ed acciaio cromato
- Tappetini in lana
- Colore carrozzeria dorato

## Motorizzazioni e prestazioni
| Modello | Centilitri Cubici (cc)  | Potenza | Coppia  | Velocità massima | 0–100 km/h | 0–160 km/h |
| ------- | ----------------------- | ------- | ------- | ---------------- | ---------- | ---------- |
| 4.0     | 3,950 V8                | 240 bhp | 366 N·m | 245 km/h         | 5.1        | 12.5       |
| 4.0 HC  | 3,950 Hi Compression V8 | 275 bhp | 414 N·m | 254 km/h         | 4.7        | 12.1       |
| 4.3     | 4,280 V8                | 280 bhp | 414 N·m | 254 km/h         | 4.6        | 11.3       |
| 4.5     | 4,495 V8                | 285 bhp | 420 N·m | 260 km/h         | 4.7        | 11.2       |
| 5.0     | 4,988 V8 turbocharged   | 340 bhp | 434 N·m | 282 km/h         | 4.1        | 10.2       |